# NGC 6040
NGC 6040是一個螺旋星系，位於武仙座，距離地球約5.5億光年。NGC 6040是天文學家讓·瑪里·愛德華·史提芬於1870年6月27日發現的。NGC 6040正在與透鏡狀星系PGC 56942相互作用。由於這種相互作用，NGC 6040的南旋臂已向PGC 56942的方向扭曲。NGC 6040和PGC 56942都是武仙座星系團的成員。
NGC 6040被赫頓·阿普分類在1966 年的特殊星系圖集中，列為Arp 122。然而，阿普錯誤地將NGC 6040識別為NGC 6039，後者不屬於任何阿普天體的一部分。